# Age of Winters
Age of Winters è il primo album in studio del gruppo heavy metal statunitense The Sword, pubblicato nel 2006.

## Tracce
1. Celestial Crown – 1:57
2. Barael's Blade – 2:48
3. Freya – 4:34
4. Winter's Wolves – 4:36
5. The Horned Goddess – 5:01
6. Iron Swan – 5:46
7. Lament for the Aurochs – 7:59
8. March of the Lor – 4:41
9. Ebethron – 5:35

## Formazione
- J. D. Cronise - voce, chitarre
- Kyle Shutt - chitarre
- Bryan Richie - basso
- Trivett Wingo - batteria